# پارک هونگ کیون
پارک هونگ کیون (کره‌ای: 박홍균) کارگردان اهل کره جنوبی است. او حرفه خود را با تئاتر شین‌چون‌ئه‌سو یوتون‌هادا (کره‌ای: 신촌에서 유턴하다) آغاز کرد.

## فهرست کارها
| سال  | عنوان        | منابع |
| ---- | ------------ | ----- |
| ۲۰۰۳ | آرگون        | [ ۲ ] |
| ۲۰۰۴ | عصر قهرمانان | [ ۲ ] |
| ۲۰۰۶ | خیلی عاشق    | [ ۲ ] |
| ۲۰۰۷ | بخش قلب      | [ ۲ ] |
| ۲۰۰۹ | ملکه سوندوک  | [ ۲ ] |
| ۲۰۱۱ | بزرگترین عشق | [ ۲ ] |
| ۲۰۱۵ | گرم و دنج    | [ ۳ ] |
| ۲۰۱۷ | ادیسه کره‌ای  | [ ۴ ] |
| ۲۰۲۴ | قوی قرمز     | [ ۵ ] |